# Achomawi
 Ovo je glavno značenje pojma Achomawi. Za druga značenja pogledajte Achomawi (razdvojba).
Achomawi (Achumawi, Pit River) je pleme Indijanaca porodice Palaihnihan nastanjeno uz rijeku Pit River u sjeveroistočnoj Kaliforniji.  1770. cijela porodica Palaihnihan imala je 3,000 duša.  Danas njih oko 1,800 živi na Alturas, Big Bend, Big Valley, Likely, Lookout, Montgomery Creek, Redding, Roaring Creek, and Susanville rancheriji (rancheria), te na rezervatima Pit River, Round Valley i X-L Ranch. 
Ogranci /tribelet/
- Achomawi (Ajumawi, Fall River Mills People), na Fall River.
- Astakiwi (Astariwawi, Canby People ), Hot Springs Valley. 
  - Hantiwi, zapadno od Canbyja.
- Atuami (Atwamsini, Atwam-chani, "Valley Tribe," Atwami, Big Valley People), na Big Valley.
- Hamawi (Hammawi, Hama-wi, Humawhi, Likely People), na South Fork of Pit River.
- Hewisedawi (ili Goose Lake people),
- Ilmawi (Goose Valley people), Pit River, nasuprot Fort Crooka.
- Itsatawi (Big Bend People).
- Kosalektawi (Kosalextawi, Alturas People)
- Madehsi (Madesi, Matesi, Montgomery Creek People), na Pit Riveru, duž Big Benda

## Ime
Ime im je došlo od 'àdzùmà·wi' = 'river people' ‘riječni narod'. Maidu su ih nazivali Ko'm-maidüm, "snow people." Ostale varijante i imena su: Achumawi, Ajumawi i Palaihni. 

## Kultura
Achomawi su nosili pregače od jelenje kože a žene do koljena duge haljine od istog materijala.  Bavili su se sakupljanjem žira i drugog bilja koje raste po riječnim dolinama.  Ribolov je za njih također imao velik značaj u pitanju opstanka.  Njihova jedina stalna naselja bila su zimska, s nastambama dijelom ukopanim u zemlju. Tokom ostalog dijela godine bili su stalno u pokretu baveći se ribarenjem, lovom i sakupljanjem. Područje kojim su krstarili pripadaju Goose Lake, Medicine Lake, Eagle Lake, Pit River, Pine Creek, Burney Creek, Hat Creek, kao i izvore i močvare. Prevedeno, na raspolaganju im je bilo 150 milja obale i 25 planinskih vrhova. Bor i jela glavni su stanovnici ovih planina. Močvara obiluje 'tule'-trskom (Scirpus acutus i S. Validus) .  U Kaliforniji je ima 17 vrsta. Indijanci od nje izrađuju čunove, kolibe, košare, hasure i drugo. U nižim predjelima česta je Artemisia ('sagebrush' , i kleka.  Zahvaljujući vulkanskoj prošlosti ovog kraja postoje znatne zalihe opsidijana. Indijanci njime često trguju, a pogodan je za izradu oruđa.
Achomawi su podijeljeni po 'tribelet'-ima, termin je 1932. iskovao Kroeber, a označava 'manje grupe... često bezimene... ali potpuno autonomne'. Achomawi su imali 9 imenovanih 'plemenaca, malih plemena'  (njihovi prvi rođaci Atsugewi, dva ili 3 ; Aporidge i Atsugewi) i bila su autonomna. Svaka zajednica kod Achomawija imala je 'vođu', odnosnu 'wehelu' (što je prijevod u nominativu jednine). Ove vođe bile su obično stariji iskusni ljudi. Poligamija je bila dozvoljena, ali je ovisila o mogućnostima mladoženje. Žene kod njih inače nisu bile na visokom položaju. U vrijeme puberteta mladići su bušili uši i nos, za djevojke je postojala veoma rigorozna ceremonija izolacije.  
Mrtve su Achomawi spaljivali bez kakvih posebnih ceremonija i popudbine, njihove stvari također. Prema Powersu, neke grupe su ipak sahranjivale mrtve u sjedećem položaju, dok su druge tijela pokojnih spaljivali. Ožalošćena obitelj glavu i kosu premazivala je smolom. Achomawi su se bojali mrtvih i veoma se pazilo da se pokojnikovo ime ne bi izgovorilo. Prema Olmsteadu i Stewartu, prilikom smrti kakvog velikog poglavice, ubili bi nekoliko nepopularnih članova svoje zajednice, kako bi pravili poglavici društvo na putu u 'vječna lovišta'.
Achomawi su u svojoj prehrani bili veoma raznoliki, na jelovniku se nalazilo 15 vrsta ptica (među njima i vrane), 10 vrsta riba (na čelu je losos), 23 vrste sisavaca, 8 vrsta kukaca ( uključujući ovdje i larve mrava i pčela) i od reptila kornjače i zmije. 
Vrsni su košaraši 

## Vanjske poveznice
- Swanton
- Native Americans: Achumawi
- Achomawi  Arhivirana inačica izvorne stranice od 29. ožujka 2006. (Wayback Machine)
- Achomawi History Brief  Arhivirana inačica izvorne stranice od 18. kolovoza 2006. (Wayback Machine)
- ACHOMAWI MYTHS
- An Achomawi Legend  Arhivirana inačica izvorne stranice od 27. travnja 2006. (Wayback Machine)
- Achomawi Indian Tribe History
- Foto galerija